# Ilex ludianensis
Ilex ludianensis là một loài thực vật có hoa trong họ Aquifoliaceae. Loài này được S.C. Huang mô tả khoa học đầu tiên năm 1985.